# 関根昌之
関根 昌之（せきね まさゆき、1967年-）は、亜細亜堂に所属する日本の男性アニメーター、キャラクターデザイナー。
『まんが日本昔ばなし』の亜細亜堂担当回に魅力を感じ、亜細亜堂に入社したことをインタビューで語っている。
また、陶芸家としても一定の評価を得ており、2004年には『ORIBEX 器・暮らし展』で銀賞を受賞、2009年には個展を開催するに至っている。

## 主な参加作品

### テレビアニメ
- らんま1/2　動画
- ちびまる子ちゃん　動画、原画
- 暗黒神話　動画（1話、2話）
- ミラクル☆ガールズ　キャラクターデザイン、新OP作画監督
- 赤ずきんチャチャ　原画（9話、12話）
- ヤダモン　作画監督（9話、18話、27話、36話、37話、47話、74話、82話、92話、99話、112話、122話）、原画（92話）
- カラオケ戦士マイク次郎　原画（1話、11話）
- 忍たま乱太郎　作画監督・演出（第2期64話、65話・第8期19話）、原画（第8期19話）
- ニャニがニャンだー ニャンダーかめん　OP・ED作画
- はれときどきぶた　作画監督（6話、SP）
- イソップワールド　作画監督
- セラフィムコール　原画（9話）
- 地球防衛家族　原画（2話）
- かいけつゾロリ　OP原画、レイアウト（1話）、作画監督（14話、30話）、原画（4話、29話、30話）
- まじめにふまじめ かいけつゾロリ　総作画監督（51話〜）、キャラクターデザイン補、ED作画監督、原画（84話）
- 絶対少年　キャラクターデザイン、総作画監督、OPアニメーション、作画監督（26話）
- くじびきアンバランス第2期　エンディング画
- 英國戀物語エマ 第二幕　作画監督
- もやしもん　作画監督
- クプ〜!!まめゴマ!　キャラクターデザイン、作画監督
- 武装神姫　原画（7話）
- 宇宙兄弟　作画監督（35話）、原画（35話）
- IS〈インフィニット・ストラトス〉2　原画（10話）
- DD北斗の拳 キャラクターデザイン、総作画監督
- 終末のイゼッタ 作画監督（3話）、美術設定（3話-）
- もっと!まじめにふまじめ かいけつゾロリ プロップデザイン

### OVA
- Spirit of Wonder 少年科學倶楽部 場面設計、原画（前編）
- THE八犬伝 原画（6話）
- アニメ落語館 作画（3話）
- がきデカ 動画
- Spirit of Wonder チャイナさんの縮小 原画
- Spirit of Wonder チャイナさんの惑星 作画監督、原画
- ヨコハマ買い出し紀行　場面設計、作画監督・原画（1話、2話）
- ヨコハマ買い出し紀行-Quiet Country Cafe- キャラクターデザイン、場面設計（1話）、作画監督（1話、2話）

### 劇場映画
- どんぐりの家 （1997年、作画監督）
- 映画ドラえもんシリーズ
  - ドラえもん のび太の太陽王伝説 （2000年、原画）
  - ドラえもん のび太とロボット王国 （2002年、原画）
  - ドラえもん のび太のワンニャン時空伝 （2004年、作画監督・原画）
  - 映画ドラえもん のび太の宝島（2018年、原画）
- 犬夜叉 時代を越える想い （2001年、作画監督）
- 劇場版 とっとこハム太郎 ハムハムハムージャ! 幻のプリンセス （2002年、原画）
- マインド・ゲーム （2004年、原画）
- まじめにふまじめかいけつゾロリなぞのお宝大さくせん （2006年、作画監督・キャラクターデザイン補）
- 映画! たまごっち うちゅーいちハッピーな物語!? （2008年、作画監督）
- おまえうまそうだな （2010年、美術設定・作画監督・原画）
- マジック・ツリーハウス （2012年、場面設計・美術設定・原画）
- 劇場版 FAIRY TAIL 鳳凰の巫女 （2012年、サブキャラクターデザイン・プロップデザイン・作画監督[1]）
- クレヨンしんちゃん ガチンコ!逆襲のロボとーちゃん（2014年、原画）
- ぼくらの7日間戦争（2019年、場面設定）
- 劇場版 忍たま乱太郎 ドクタケ忍者隊最強の軍師（2024年、アクション作画監督[2]）

### その他
- 季節を抱きしめて　原画
- スライム冒険記〜海だ、イエー〜　原画